# Tamara Röske
Tamara Röske (* 7. Januar 1996 in Stuttgart) ist ein deutsches Model, Schauspielerin und Special-Olympics-Athletin.

## Leben
Tamara Röske, die mit dem Down-Syndrom geboren wurde, wurde 2010 von der Fotografin Conny Wenk als Model entdeckt. Als Schauspielerin debütierte sie 2017 in Die Toten vom Bodensee – Abgrundtief in der Rolle der ermordeten Marie Häusler. In weiteren Rollen war sie u. a. in Fack ju Göhte (2017) und Leonhards Traum (2019) zu sehen. Einem breiteren Publikum bekannt wurde sie durch eine Hauptrolle in Kreuzfahrt ins Glück – Hochzeitsreise an die Ostsee von 2020 als Tochter Selina Erding.
Der SWR berichtete in mehreren Dokumentarfilmen über Röske. Auch auf YouTube findet man sie, zum Beispiel bei Leeroy Matata.
Röske ist außerdem erfolgreich als Model. Sie stand u. a. für die Designer Hugo Boss, Victoria Beckham, die Bekleidungsmarke Blutsgeschwister und die Unterwäschemarke Sugar Shape vor der Kamera, Fotos  wurden in verschiedenen Magazinen, darunter Elle, veröffentlicht.
Röske ist Mitglied des Vereins 46PLUS Down-Syndrom Stuttgart, dessen Ziel es ist, Berührungsängste und bestehende Vorurteile gegenüber Menschen mit Down-Syndrom abzubauen. Sie startet für ihren Verein bei den Special Olympics World Summer Games 2023 in Berlin in Leichtathletik, nachdem sie 2022 an den Nationalspielen und einer Veranstaltung von Special Olympics in Mannheim teilgenommen hatte. Eine ihrer Disziplinen ist der Weitsprung, bei dem sie 2022 schon eine Silbermedaille gewonnen hatte. Außerdem nimmt Röske an der 4-mal-100-Meter-Staffel und am 100-Meter-Lauf teil. Bei den World Summer Games 2023 kam sie im Weitsprung auf Level C (F01) auf den 4. Platz und bei der Staffel kam sie mit ihrem Team auf den 3. Platz.
Zusammen mit Natascha Wermelskirchen und Heide Kuder wurde Röske anlässlich der Special Olympics World Games 2023 für die Juniausgabe der deutschen Vogue als Fotomodell abgebildet. Die Athletinnen zeigten eine Mischung aus Designerkollektionen und Sportkleidung.
Sie arbeitet als Lageristin bei einem Großhandel für Bademoden und -zubehör in Korntal-Münchingen.

## Filmographie
- 2017: Die Toten vom Bodensee – Abgrundtief
- 2017: Fack ju Göhte 3
- 2019: Leonhards Traum
- 2020: The Perfect Society
- 2020: Kreuzfahrt ins Glück – Hochzeitsreise an die Ostsee

## Reportagen
- Tamara Röske: Model mit Trisomie 21. ZDF, D 2023, 15 Min.[7]
- Wie ist das Down-Syndrom zu haben? In: Leeroy will's wissen! funk, D 2022, 15:50 Min.[8]